# Haras national de Celle

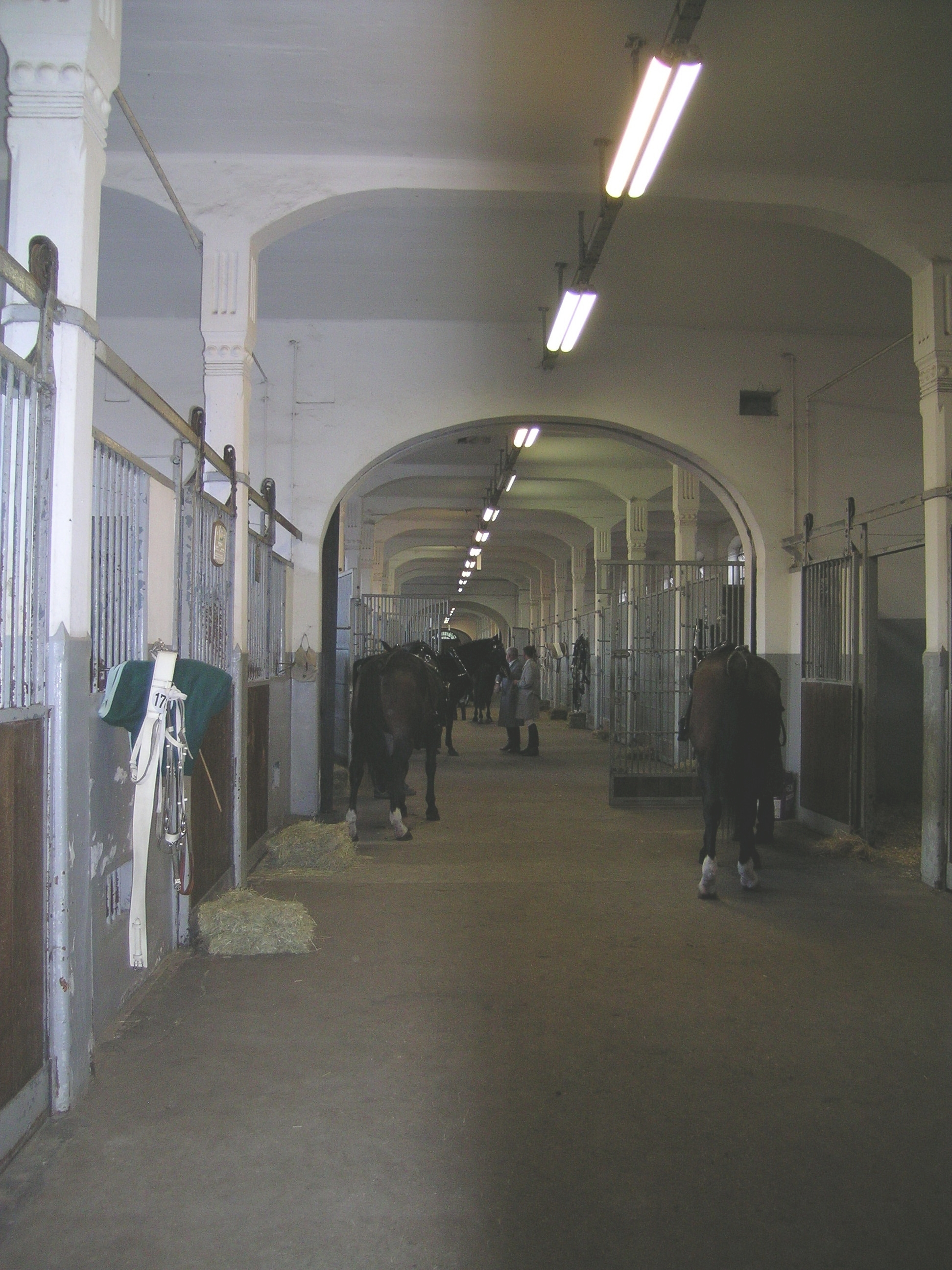
Haras national de Celle

Le haras national de Celle est un haras d’État à Celle en Basse-Saxe, en Allemagne. Il a été fondé en 1735 par George II de Grande-Bretagne.